# Пет филма от ръка
„Пет филма от ръка“ (на македонска литературна норма: „Пет филма од рака“) е късометражен анимиран филм от Социалистическа република Македония от 1977 година на режисьора Дарко Маркович по сценарий на самия Маркович, който също така е аниматорът на филма.
Филмът разгледа пет теми: за любовта, корупция, реторика, социалния проблем и сближаване между хората. Сюжетът е представен чрез анимацията на пантомимата на човешка длан.